# Isertia
Isertia é um género botânico pertencente à família Rubiaceae.
1. ↑  «Isertia — World Flora Online». www.worldfloraonline.org. Consultado em 19 de agosto de 2020